# Himinbjörg

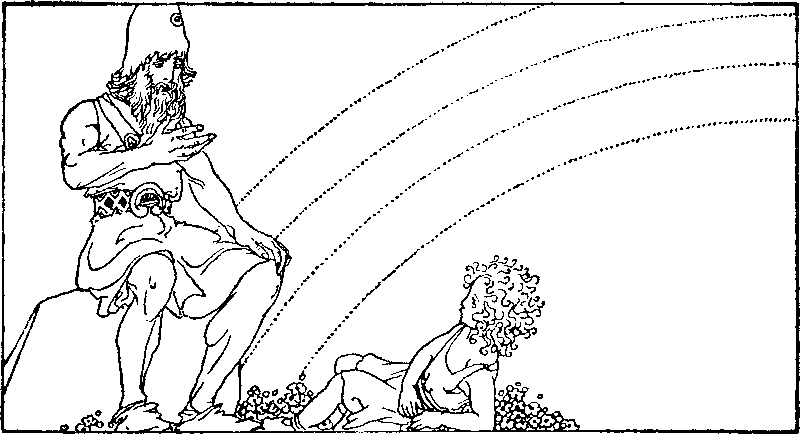
Bifröst ao fundo, Heimdall a explicar a um jovem Hnoss como todas as coisas surgiram (1920) de Willy Pogany

Na mitologia nórdica, Himinbjörg (em nórdico antigo: Himinbjǫrg significando "castelo do céu"  ou "montanha do céu"  ) é o lar do deus Heimdall. Himinbjörg é atestado na Edda em verso, compilada de fontes tradicionais anteriores, na Edda em Prosa e Heimskringla, escritas no século XIII por Snorri Sturluson. Himinbjörg está associado a Heimdall em todas as fontes. De acordo com a Edda em verso, Heimdall mora lá como vigia dos deuses e lá bebe um bom hidromel, enquanto na Edda em Prosa Himinbjörg é detalhado como localizado onde a ponte ardente do arco-íris Bifröst encontra o céu. Os estudiosos comentaram as diferenças entre os dois atestados e ligaram o nome do local mítico a vários nomes de lugares.

## Atestações
Himinbjörg recebe uma única menção na Edda em verso. No poema Grímnismál, Odin (disfarçado de Grímnir), torturado, faminto e com sede, conta ao jovem Agnar uma série de locais mitológicos. O oitavo local que ele menciona é Himinbjörg, onde ele diz que Heimdall bebe um bom hidromel:

| Himinbiörg é o oitavo, onde Heimdall, diz-se, governa os santos fanes: lá o vigia dos deuses, em sua casa tranquila, bebe alegremente o bom hidromel. | Himingbjorg é o oitavo, e Heimdall lá Sobre os homens domina, diz-se; Em sua casa bem construída, o guardião do céu O bom hidromel bebe com prazer. |  |

Em relação à estrofe acima, Henry Adams Bellows comenta que "na estrofe, as duas funções de Heimdall - como pai da humanidade [...] e como guardião dos deuses - parecem ser mencionadas, mas a segunda linha nos manuscritos está aparentemente em mau estado, e nas edições é mais ou menos conjectura". 
Na Edda em Prosa, Himinbjörg é mencionado duas vezes, ambas no livro Gylfaginning, de Snorri Sturluson. A primeira menção é encontrada no capítulo 27, onde a figura entronizada do Hár informa a Gangleri que Himinbjörg fica onde a ponte em chamas Bifröst encontra o céu.  Mais tarde, no capítulo 27, Hár diz que Heimdall mora em Himinbjörg perto de Bifröst e lá guarda a ponte da montanha jotnar enquanto está sentado na beira do céu. A estrofe Grímnismál acima mencionada é citada logo em seguida. 
Na Saga dos Inglingos, compilada em Heimskringla, Snorri apresenta uma origem evemerizada dos deuses nórdicos e governantes descendentes deles. No capítulo 5, Snorri afirma que os Aesir se estabeleceram no que hoje é a Suécia e construíram vários templos. Snorri escreve que Odin se estabeleceu no Lago Logrin "num lugar que anteriormente era chamado de Sigtúnir. Lá ele ergueu um grande templo e fez sacrifícios de acordo com o costume dos Aesir. Ele tomou posse da terra até onde a chamou de Sigtúnir. Ele deu moradas aos sacerdotes do templo”. Snorri acrescenta que, depois disso, Njörðr morou em Nóatún, Freyr morou em Uppsala, Heimdall em Himinbjörg, Thor em Þrúðvangr, Baldr em Breiðablik e que a todos Odin deu belas propriedades. 

## Teorias
Em relação às diferenças entre os atestados de Grímnismál e Gylfaginning, o estudioso John Lindow diz que enquanto a ponte Bifröst "leva ao poço, que é presumivelmente no centro da morada dos deuses, a noção de Snorri de Bifröst como o arco-íris pode tê-lo levado a colocar Himinbjörg no fim do céu". Lindow comenta ainda que a noção "é, no entanto, consistente com a noção de Heimdall como uma figura de fronteira". 
O estudioso do século XIX, Jacob Grimm, traduz o nome como "as colinas celestiais" e liga Himinbjörg a alguns substantivos comuns e nomes de lugares em várias partes da Europa germânica. Grimm compara Himinbjörg ao substantivo comum nórdico antigo himinfiöll para montanhas especialmente altas, e o antigo alto alemão Himilînberg ('montanhas celestiais'), um lugar assombrado por espíritos na Abadia de São Galo, um Himelberc em Liechtenstein e um Himilesberg perto de Fulda, Alemanha, além de mais exemplos de Hesse, um Himmelsberg em Västergötland, Suécia e um, "suposto ser de Heimdall", em Halland, Suécia. Grimm compara ainda o antigo nórdico Himinvângar, cognato do antigo saxão hebanwang, hebeneswang, um termo para "paraíso" e o inglês antigo Heofenfeld ('campo celestial') mencionado por Beda. 